# عبدالله انس
عبدالله أنس، نام جهادی «بو جمعه بونوا»(زاده ۱۹۵۸م/۱۳۳۷خ)، اسلام‌گرای الجزایری است که با فتوای عبدالله عزام در ۱۹۸۳ برای کمک به مجاهدان افغانستانی به پیشاور رفت و مدیر مکتب خدمات مجاهدین شد. او سپس به احمدشاه مسعود پیوست و به او در نبرد علیه نیروهای شوروی و دولت افغانستان در استان‌های شمالی کمک کرد.   

## زندگی‌نامه
در سال ۱۹۸۸، أنس با عبدالله عزام دربارهٔ لزوم رساندن کمک‌های مسلمانان به شمال افغانستان، و نه صرفاً کمک‌های سازمان‌های غیردولتی غربی، صحبت کرد. او بعدها با دختر عزام ازدواج کرد. گمان می‌رود عزام توسط بن لادن ترور شده باشد.
در ۱۴ ژانویه ۲۰۰۱، او در مصاحبه‌ای با استیون انگلبرگ، خبرنگار نیویورک تایمز، دربارهٔ اسامه بن لادن مورد پرسش قرار گرفت. وی در پاسخ گفت: «از نظر سیاسی و سازمانی چندان پیچیده نیست، اما فعال و دارای تخیلی قوی است. بسیار کم غذا می‌خورد، کم می‌خوابید و فوق‌العاده سخاوتمند بود؛ حتی لباس‌هایش را به دیگران می‌بخشید.»
پس از حملهٔ ایالات متحده به افغانستان در سال ۲۰۰۱، انس گزارش‌هایی انتقادی دربارهٔ بن لادن ارائه کرد که نشان‌دهندهٔ اختلاف نظر آن دو بود. این اختلاف زمانی شدت گرفت که انس تأکید کرد رؤیای جهاد جهانی دست‌نیافتنی است.
او برای مستند «The Power of Nightmares» (قدرت کابوس‌ها) ساختهٔ آدام کرتیس که در سال ۲۰۰۴ پخش شد، مصاحبه کرد.
او پناهندگی سیاسی دریافت کرده و در لندن، انگلستان زندگی می‌کند.

## دیدگاه
عبدالله انس در گفت‌وگویی با خبرگزاری آناتولی تأکید کرده که تشکیل دولت مستقل، با نهادهایی چون آموزش، بهداشت، اقتصاد و حقوق بشر، بسیار دشوارتر از جهاد است. او عدم موفقیت مجاهدین افغانستانی را در تأسیس یک دولت پایدار پس از سقوط نظام کمونیستی افغانستان در سال ۱۹۹۲ (۱۳۷۱) ناشی از فقدان فرهنگ دولت‌سازی دانسته است.
او سه مرحله تاریخی را برای افغانستان برمی‌شمارد: اشغال شوروی (۱۹۷۹–۱۹۸۹)، جنگ داخلی (۱۹۸۹–۱۹۹۶) و مرحله پس از ۲۰۰۱. به‌زعم او، «جهاد واقعی افغان‌ها» در مرحله نخست شکل گرفت.
انس در بخشی از این مصاحبه به دلایل نگارش کتاب خود نیز اشاره کرده و آن را مبتنی بر خاطرات شخصی خود به عنوان شاهد عینی رویدادها دانسته، نه یک تحلیل دانشگاهی. او گفت هدفش پاسخ به پرسش‌هایی چون حضور عبدالله عزام در افغانستان، علل کشته شدن احمدشاه مسعود توسط القاعده، و پیوستن جوانان عرب و اروپایی به جهاد افغانستان است.
او با انتقاد از برداشت‌های رایج از مفهوم جهاد، تأکید کرده که برداشت عبدالله عزام از جهاد با خشونت‌هایی که بعدها به نام جهاد صورت گرفت، تفاوت داشته است. به‌گفتهٔ انس، هر دو سوی ماجرا ـ هم مسلمانان افراط‌گرا و هم منتقدان غربی ـ برداشتی نادرست و تقلیل‌گرایانه از مفهوم جهاد داشته‌اند.

## کتاب ها
- Anas, Abdullah.  To The Mountains:  My Life in Jihad, from Algeria to Afghanistan with Tam Hussein (co-author); Hurst Publ., April 2019. شابک ‎۹۷۸−۱−۷۸۷۳۸−۰۱۱−۰.